# 福岡・築港日雇労働組合
福岡・築港日雇労働組合（ふくおかちっこうひやといろうどうくみあい、略称：福日労（ふくにちろう））は、福岡市や博多港などの日雇労働者により結成された労働組合である。

## 組織
福岡市の博多港周辺の日雇労働者や野宿生活者に労働相談・生活相談・炊き出し・行政への要求活動を行っている。

## 活動
- メーデー
- 炊き出し
- 各種抗議活動
- 就労対策
- 募金・救援物資